# ジョゼ・マルセロ・フェレイラ
ゼ・マリア（Zé Maria）こと、ジョゼ・マルセロ・フェレイラ（José Marcelo Ferreira、1973年7月25日 - ）は、ブラジル・ピアウイ州出身の元同国代表サッカー選手、現サッカー指導者。現役時代のポジションはディフェンダー、ミッドフィールダー（主に右サイドバック）。日本では、ACペルージャで中田英寿とチームメートとしてプレイしたことで知られている。キャリアを通じてカフーと比較されたり、もう一人のカフーなどといわれた。

## 経歴

### クラブ
1991年にポルトゥゲーザでデビュー。2度の期限付き移籍を経て、1996年にCRフラメンゴに移籍した。
同年夏、レアルマドリードとの契約寸前であったが、セリエAでのプレーを希望し、パルマACに移籍した。パルマでの2シーズンをほぼレギュラーとしてプレーした。ワールドカップのメンバーを外れたことから、パルマからの移籍を志願したが、本人の希望には全く合わないACペルージャへ移籍させられることとなった。その後、母国クラブへのレンタルを経て、ペルージャでの復帰3季目となる2002-03シーズンには6ゴールを挙げ、クラブの10位確保に貢献した。2003年のUEFAインタートトカップで優勝し、翌シーズンのUEFAカップでは3回戦まで進んだ。しかしクラブは2003-04シーズンの結果セリエB降格が決まった。
2003-05シーズン、インテルナツィオナーレ・ミラノ移籍。移籍初年度はレギュラーとしてプレー。2004-05シーズンのコッパ・イタリア決勝ASローマ戦の第1戦では、アドリアーノの得点をアシストして優勝を果たした。2シーズン目の出場機会は大幅に減少したが、カルチョ・スキャンダルによりスクデットを獲得した。
2006年、プリメーラ・ディビシオンに復帰したレバンテUDに加入した。当初は右サイドバックの1番手であったが徐々に出場機会を失い、2006-07シーズンはリーグ14試合の出場に終わった。
レバンテを退団してからはシェフィールド・ユナイテッドFCやクイーンズ・パーク・レンジャーズFCといったクラブとの交渉が行われたが、契約は成立しなかった。2008年、古巣であるポルトゥゲーザに加入し母国に復帰した。同年8月に契約を解除し、エッチェッレンツァ(イタリア5部) のSSDグロウプ・チッタ・ディ・カステッロと合意に達した。
36歳で現役を引退。その後、ペルージャにサッカースクールを開校した。

### 代表
1996年のゴールドカップで初めてA代表入り。同年のアトランタ五輪に出場、マイアミの奇跡として知られる日本にも出場、3位に入って銅メダルを獲得した。
ブラジル代表として25試合に出場したが、ワールドカップには縁がなかった。1997年のコンフェデレーションズ・カップで優勝。コパ・アメリカ1997でも優勝を経験した。しかし、1998年のゴールドカップでは怪我を抱えていたにも関わらず、マリオ・ザガロにより全試合に出場させられ、優勝を逃して批判されたことにより、関係が悪化し、同年のワールドカップ・フランス大会のメンバーから落選した。その後、2001年のコンフェデレーションズ・カップまで代表でプレーした。

### 指導者
2010年3月15日、カステッロの監督に就任した。2010-11シーズンはレガ・プロ・セコンダ・ディヴィジオーネのUSカタンザーロの指揮官を務めたが、数か月で解任された。2015年1月31日、リーガ1のFCチェアラゥル・ピアトラ・ネアムツの監督に就任した。

## タイトル

### クラブ
セルジッペ
- カンピオナート・セルジパーノ : 1993

フラメンゴ
- カンピオナート・カリオカ : 1996
- タッサ・リオ : 1996
- タッサ・グアナバラ : 1996
- コパ・オーロ : 1996

ヴァスコ・ダ・ガマ
- トルネイオ・リオ＝サンパウロ（ポルトガル語版）: 1999

ペルージャ
- UEFAインタートトカップ : 2003

インテル
- コッパ・イタリア : 2004-05, 2005-06
- スーペルコッパ・イタリアーナ : 2005
- セリエA : 2005-06

### 代表
ブラジル
- コンフェデレーションズ・カップ : 1997
- コパ・アメリカ : 1997